# Åsbassängen
Åsbassängen är en sjö i Älvdalens kommun i Dalarna och ingår i Dalälvens huvudavrinningsområde. Sjön har en area på 0,123 kvadratkilometer och ligger 278,9 meter över havet.

## Delavrinningsområde
Åsbassängen ingår i det delavrinningsområde (679921-138974) som SMHI kallar för Utloppet av Åsdammen. Medelhöjden är 398 meter över havet och ytan är 27,08 kvadratkilometer. Räknas de 424 avrinningsområdena uppströms in blir den ackumulerade arean 4 780 kvadratkilometer. Avrinningsområdets utflöde Dalälven (Österdalälven) mynnar i havet. Avrinningsområdet består mestadels av skog (76 procent). Avrinningsområdet har 2,66 kvadratkilometer vattenytor vilket ger det en sjöprocent på 9,8 procent.